# リリアン・ショーヴァン
リリアン・ショーヴァン（Lilyan Chauvin, 1925年8月6日 - 2008年6月26日）は、フランス生まれでアメリカの市民権を取得した女優。また、テレビ番組のホスト、ディレクター、記者、Women in Film（英語）前副代表、作家、教師、家庭教師。本名リリアン・ゼモー。
ショーヴァンの出演作品には、『悪魔のサンタクロース 惨殺の斧』（1984年）や、『キャッチ・ミー・イフ・ユー・キャン』（2002年）などがある。1990年代と2000年代には、『Xファイル』、『スタートレック:ディープ・スペース・ナイン』、『フレンズ』、『エイリアス』、『マルコム in the Middle』、『アグリー・ベティ』といったテレビ番組に客演している。

## 初期
ショーヴァンはフランスで放送関連の仕事に初めて就いた。母親がフランス人で父親がイタリア人だったからである。フランスのラジオ局との契約期間中に、弁護士になろうと決心したが、自分の稼ぎがすぐに両親のそれを越えてしまったので、ショー・ビジネスの世界に進むべきか否か真剣に悩んだ。ショーヴァンはパリの映画学校で学び、その後ジャン＝ルイ・バローのもとで学んだ。

## 舞台での活躍
ショーヴァンは21歳の誕生日を迎えたのを機にニューヨークに移り、アメリカの市民権を取得した。ニューヨークにいる間は、ウタ・ハーゲンのもとで、またアクターズ・スタジオで学んだ。また、ベルリッツの語学学校に通い、アメリカ映画を毎日観ていた。というのも、自分の英語を向上させたかったからである。この時点ですでに、スペイン語、ドイツ語、イタリア語、ロシア語に堪能だったが、ショーヴァンはすぐに語学学校の一番優れた教師達の仲間入りをすることになり、そして様々な役柄で必要となる言葉のアクセントを教えるために、俳優達の家庭教師として派遣されるようになった。
ショーヴァンのヨーロッパでの舞台の記録と、舞台俳優労働組合の記録には、『マクベス』、『メーデイア』、『シルク・ストッキング』、『椿姫』、『Three for Today』などが記されている。ニューヨークのテレビ番組制作会社の番組に出演するようになるのだが、その中には名高い『スタジオワン』も含まれていた。その後まもなくショーヴァンはロサンゼルスに旅行し、旅先で映画とテレビの仕事を見つけている。

## 映画とテレビ
ショーヴァンのテレビデビューは1953年の『カイロからの手紙』だった。スタジオ・ワンで長期間にわたって続いてきたシリーズものの中の物語だった。翌年、『クルセイダー』に客演している。映画の初めての出演作品は、1958年の『Lost, Lonely and Vicious』だった。その後、『Walk Like a Dragon』や『Bloodlust!』(1961年)に出演している。バーブラ・ストライサンド主演の『ファニー・ガール』にも登場する。その他、『Yours, Mine and Ours』、『No Place to Hide』、『Tickle Me』、『Born in East L.A.』、『Sublime』、『Round Trip to Heaven』、『Duty Dating』、『Skeleton Woman』、『Beyond Reason』、『悪魔のサンタクロース 惨殺の斧』、『Bad Influence』、『Celebration of Life』、『A Day in Tribute』などに出演している。ショーヴィンはシリーズ番組『デイズ・オブ・アワ・ライブス』、『スパイ大作戦』、『ジェネラル・ホスピタル』、『ファルコン・クレスト』に定期的に出演していた。その他、出演したことのあるテレビ番組としては、『スーパーマンの冒険』、『メーメー黒羊さん』、『フレンズ』、『ER緊急救命室』、『スタートレック:ディープ・スペース・ナイン』、『マルコム in the Middle』、『エイリアス』、『CSI:科学捜査班』、『アグリー・ベティ』、『Xファイル』、『ジェシカおばさんの事件簿』などが挙げられる。

## 監督として
テレビ・映画の関係者の間では、ショーヴァンの監督としての才能もまた、女優の場合と同じく評価されている。全米監督協会の監督作品記録には、『ザ・ヤング・アンド・ザ・レストレス』、『But She Can Type』、『Celebration 75』、『Windows of Heaven』。Chauvin directed productions of 『Last Summer at Bluefish Cove（英語）』、『Effigies』、『Seacliffe California』、『In My Minds Eye』『The Happy Time』、『The Deepest Hunger』などがある。

## 参照
1. 1 2 3 4 5 6 7  Lilyan Chauvin Biography Site Retrieved on 2009-01-13

- Lilyan Chauvin's official website Retrieved on 2009-01-13
- Glamour Girls of the Silver Screen - The Private Lives and Times Retrieved on 2009-01-13